# Donje Selo, Danilovgrad
Donje Selo este un sat din comuna Danilovgrad, Muntenegru. Conform datelor de la recensământul din 2003, localitatea are 326 de locuitori (la recensământul din 1991 erau 257 de locuitori).

## Demografie
În satul Donje Selo locuiesc 239 de persoane adulte, iar vârsta medie a populației este de 36,8 de ani (34,6 la bărbați și 39,5 la femei). În localitate sunt 93 de gospodării, iar numărul mediu de membri în gospodărie este de 3,51.
|  |

| Demografie | Demografie | Demografie |
| An         | Locuitori  | Locuitori  |
| ---------- | ---------- | ---------- |
|            |            |            |
|            |            |            |
|            |            |            |
|            |            |            |
| 1948       | 286        |            |
| 1953       | 255        |            |
| 1961       | 240        |            |
| 1971       | 201        |            |
| 1981       | 171        |            |
| 1991       | 257        | 254        |
| 2003       | 326        | 326        |

| \| Componența etnică conform recensământului din 2003[2] \| Componența etnică conform recensământului din 2003[2] \| Componența etnică conform recensământului din 2003[2] \| Componența etnică conform recensământului din 2003[2] \| Componența etnică conform recensământului din 2003[2] \| \| ----------------------------------------------------- \| ----------------------------------------------------- \| ----------------------------------------------------- \| ----------------------------------------------------- \| ----------------------------------------------------- \| \| \| \| \| \| \| \| Muntenegreni \| Muntenegreni \| \| 240 \| 73,61% \| \| Sârbi \| Sârbi \| \| 72 \| 22,08% \| \| necunoscută \| necunoscută \| \| 14 \| 4,29% \| |              |  |     |        |
| Componența etnică conform recensământului din 2003 |              |  |     |        |
| |              |  |     |        |
| Muntenegreni | Muntenegreni |  | 240 | 73,61% |
| Sârbi | Sârbi        |  | 72  | 22,08% |
| necunoscută | necunoscută  |  | 14  | 4,29%  |